# Macaranga obovata
Macaranga obovata là một loài thực vật có hoa trong họ Đại kích. Loài này được Boivin ex Baill. mô tả khoa học đầu tiên năm 1861.